# جاده ئی۱۱۹ اروپا
جاده ئی۱۱۹ اروپا (به انگلیسی: European route E119) یکی از جاده‌های درجه ۲ قاره اروپا است.
این جاده از شهر مسکو (روسیه) شروع شده و در شهر آستارا (ایران) به پایان میرسد.